# All the Best Cowboys Have Daddy Issues (Lost)
All the Best Cowboys Have Daddy Issues este un episod al serialului de televiziune Lost, sezonul 1.